# Mario Kart
Mario Kart (マリオカート, Mario Kāto) és una saga de videojocs de cotxes, karts (en anglès), conduïts pels personatges de Mario Bros i altres jocs de Mario. Ha estat editat per a gairebé totes les consoles, i a cada versió hi ha hagut nous canvis respecte de l'anterior.

## Edicions
Jocs principals
- Super Mario Kart (SNES, 1992)[3]
- Mario Kart 64 (Nintendo 64, 1997)
- Mario Kart: Super Circuit (Game Boy Advance, 2001)
- Mario Kart: Double Dash!! (Nintendo GameCube, 2003)
- Mario Kart DS (Nintendo DS, 2005)
- Mario Kart Wii (Wii, 2008)
- Mario Kart 7 (Nintendo 3DS, 2011)
- Mario Kart 8 (Wii U, 2014)
  - Mario Kart 8 Deluxe (Nintendo Switch, 2017)
- Mario Kart Live: Home Circuit (Nintendo Switch, 2020)
- Mario Kart World (Nintendo Switch 2, 2025)

Jocs Arcade
Nota: les dates que figuren són les japoneses.
- Mario Kart Arcade GP (2005)
- Mario Kart Arcade GP 2 (2007)
- Mario Kart Arcade GP DX (2013)[4]
- Mario Kart Arcade GP VR (2017)

Jocs per a dispositius intel·ligents
- Mario Kart Tour (2019)

Jocs cancel·lats
- Mario Kart Virtual Cup o VB Mario Kart (Virtual Boy) (nom provisional aparegut en el número d'agost de 2000 de la revista Big N)[5]
- Mario Kart XXL (Game Boy Advance) (demo feta per Denaris Entertainment Software per a Nintendo el 2004 per demostrar les habilitats gràfiques de la consola)[6]
- Mario Motors (Nintendo DS) (spin-off que havia de desenvolupar-se junt amb el dissenyador japonès Yoot Saito i havia de permetre de construir karts)[7]
- Segons Elon Musk, es va fer una proposta a Nintendo d'un joc Mario Kart per als seus cotxes Tesla, però no van atorgar-li la llicència.[8]

Altres
- Atracció "Mario Kart: Bowser's Challenge" al Super Nintendo World

## Jugabilitat

### Punts guanyats en el mode Grand Prix
A continuació es mostra un gràfic de la comparació dels punts diferencials entre aquestes vuit entregues:
| Comparació de punts guanyats en el mode Grand Prix en les entregues Mario Kart | Comparació de punts guanyats en el mode Grand Prix en les entregues Mario Kart | Comparació de punts guanyats en el mode Grand Prix en les entregues Mario Kart | Comparació de punts guanyats en el mode Grand Prix en les entregues Mario Kart | Comparació de punts guanyats en el mode Grand Prix en les entregues Mario Kart | Comparació de punts guanyats en el mode Grand Prix en les entregues Mario Kart | Comparació de punts guanyats en el mode Grand Prix en les entregues Mario Kart | Comparació de punts guanyats en el mode Grand Prix en les entregues Mario Kart | Comparació de punts guanyats en el mode Grand Prix en les entregues Mario Kart | Comparació de punts guanyats en el mode Grand Prix en les entregues Mario Kart | Comparació de punts guanyats en el mode Grand Prix en les entregues Mario Kart | Comparació de punts guanyats en el mode Grand Prix en les entregues Mario Kart | Comparació de punts guanyats en el mode Grand Prix en les entregues Mario Kart | Comparació de punts guanyats en el mode Grand Prix en les entregues Mario Kart | Comparació de punts guanyats en el mode Grand Prix en les entregues Mario Kart | Comparació de punts guanyats en el mode Grand Prix en les entregues Mario Kart | Comparació de punts guanyats en el mode Grand Prix en les entregues Mario Kart | Comparació de punts guanyats en el mode Grand Prix en les entregues Mario Kart | Comparació de punts guanyats en el mode Grand Prix en les entregues Mario Kart | Comparació de punts guanyats en el mode Grand Prix en les entregues Mario Kart | Comparació de punts guanyats en el mode Grand Prix en les entregues Mario Kart | Comparació de punts guanyats en el mode Grand Prix en les entregues Mario Kart | Comparació de punts guanyats en el mode Grand Prix en les entregues Mario Kart | Comparació de punts guanyats en el mode Grand Prix en les entregues Mario Kart | Comparació de punts guanyats en el mode Grand Prix en les entregues Mario Kart |
| | 1r                                                                             | 2n                                                                             | 3r                                                                             | 4t                                                                             | 5è                                                                             | 6è                                                                             | 7è                                                                             | 8è                                                                             | 9è                                                                             | 10è                                                                            | 11è                                                                            | 12è                                                                            | 13è                                                                            | 14è                                                                            | 15è                                                                            | 16è                                                                            | 17è                                                                            | 18è                                                                            | 19è                                                                            | 20è                                                                            | 21è                                                                            | 22è                                                                            | 23è                                                                            | 24è                                                                            |
| --- | ------------------------------------------------------------------------------ | ------------------------------------------------------------------------------ | ------------------------------------------------------------------------------ | ------------------------------------------------------------------------------ | ------------------------------------------------------------------------------ | ------------------------------------------------------------------------------ | ------------------------------------------------------------------------------ | ------------------------------------------------------------------------------ | ------------------------------------------------------------------------------ | ------------------------------------------------------------------------------ | ------------------------------------------------------------------------------ | ------------------------------------------------------------------------------ | ------------------------------------------------------------------------------ | ------------------------------------------------------------------------------ | ------------------------------------------------------------------------------ | ------------------------------------------------------------------------------ | ------------------------------------------------------------------------------ | ------------------------------------------------------------------------------ | ------------------------------------------------------------------------------ | ------------------------------------------------------------------------------ | ------------------------------------------------------------------------------ | ------------------------------------------------------------------------------ | ------------------------------------------------------------------------------ | ------------------------------------------------------------------------------ |
| Super Mario Kart Mario Kart 64 Mario Kart: Super Circuit | 9                                                                              | 6                                                                              | 3                                                                              | 1                                                                              | 0                                                                              | 0                                                                              | 0                                                                              | 0                                                                              | -                                                                              | -                                                                              | -                                                                              | -                                                                              | -                                                                              | -                                                                              | -                                                                              | -                                                                              | -                                                                              | -                                                                              | -                                                                              | -                                                                              | -                                                                              | -                                                                              | -                                                                              | -                                                                              |
| Mario Kart: Double Dash!! Mario Kart DS | 10                                                                             | 8                                                                              | 6                                                                              | 4                                                                              | 3                                                                              | 2                                                                              | 1                                                                              | 0                                                                              | -                                                                              | -                                                                              | -                                                                              | -                                                                              | -                                                                              | -                                                                              | -                                                                              | -                                                                              | -                                                                              | -                                                                              | -                                                                              | -                                                                              | -                                                                              | -                                                                              | -                                                                              | -                                                                              |
| Mario Kart Wii | 15                                                                             | 12                                                                             | 10                                                                             | 8                                                                              | 7                                                                              | 6                                                                              | 5                                                                              | 4                                                                              | 3                                                                              | 2                                                                              | 1                                                                              | 0                                                                              | -                                                                              | -                                                                              | -                                                                              | -                                                                              | -                                                                              | -                                                                              | -                                                                              | -                                                                              | -                                                                              | -                                                                              | -                                                                              | -                                                                              |
| Mario Kart 7 | 10                                                                             | 8                                                                              | 6                                                                              | 5                                                                              | 4                                                                              | 3                                                                              | 2                                                                              | 1                                                                              | -                                                                              | -                                                                              | -                                                                              | -                                                                              | -                                                                              | -                                                                              | -                                                                              | -                                                                              | -                                                                              | -                                                                              | -                                                                              | -                                                                              | -                                                                              | -                                                                              | -                                                                              | -                                                                              |
| Mario Kart 8 Mario Kart 8 Deluxe | 15                                                                             | 12                                                                             | 10                                                                             | 9                                                                              | 8                                                                              | 7                                                                              | 6                                                                              | 5                                                                              | 4                                                                              | 3                                                                              | 2                                                                              | 1                                                                              | -                                                                              | -                                                                              | -                                                                              | -                                                                              | -                                                                              | -                                                                              | -                                                                              | -                                                                              | -                                                                              | -                                                                              | -                                                                              | -                                                                              |
| Mario Kart World | 15                                                                             | 12                                                                             | 10                                                                             | 9                                                                              | 9                                                                              | 8                                                                              | 8                                                                              | 7                                                                              | 7                                                                              | 6                                                                              | 6                                                                              | 6                                                                              | 5                                                                              | 5                                                                              | 5                                                                              | 4                                                                              | 4                                                                              | 4                                                                              | 3                                                                              | 3                                                                              | 3                                                                              | 2                                                                              | 2                                                                              | 1                                                                              |
| Color verd vol dir que és un resultat de victòria (grans aplaudiments, animen al personatge), millor música després de la cursa Color groc-llima significa resultats moderats (aplaudiments lleus, moderada reacció dels personatges), mateixa música en Wi-Fi com el guanyador (diferent en el mode Grand Prix de Mario Kart DS.) Color normal significa resultats perdedors, música perdedora. En Super Mario Kart i Mario Kart: Super Circuit, les forces de cinquè o pitjor jugador per tornar a intentar la carrera. Si les tarifes de regata així de malament en quatre ocasions, el Grand Prix s'ha d'iniciar de nou. En Mario Kart 64, les forces de cinquè o pitjor jugador per tornar a intentar la carrera, però sense les restriccions sobre el nombre de vegades que el jugador pot tornar a intentar una carrera. Començant amb Mario Kart: Double Dash!! per entregues recents incloent aquest, el Grand Prix normalment surt. |                                                                                |                                                                                |                                                                                |                                                                                |                                                                                |                                                                                |                                                                                |                                                                                |                                                                                |                                                                                |                                                                                |                                                                                |                                                                                |                                                                                |                                                                                |                                                                                |                                                                                |                                                                                |                                                                                |                                                                                |                                                                                |                                                                                |                                                                                |                                                                                |

## Personatges jugables

### Personatges de consola
| Personatge       | Super | 64 | Super Circuit | Double Dash! | DS | Wii | 7  | 8           | 8 Deluxe    | Tour                             | Home Circuit | World                   |
| ---------------- | ----- | -- | ------------- | ------------ | -- | --- | -- | ----------- | ----------- | -------------------------------- | ------------ | ----------------------- |
| Baby Daisy       | No    | No | No            | No           | No | Sí  | No | Sí          | Sí          | Sí                               | No           | Sí                      |
| Baby Luigi       | No    | No | No            | Sí           | No | Sí  | No | Sí          | Sí          | Sí                               | No           | Sí                      |
| Baby Mario       | No    | No | No            | Sí           | No | Sí  | No | Sí          | Sí          | Sí                               | No           | Sí                      |
| Baby Peach       | No    | No | No            | No           | No | Sí  | No | Sí          | Sí          | Sí                               | No           | Sí                      |
| Baby Rosalina    | No    | No | No            | No           | No | No  | No | Sí          | Sí          | Sí                               | No           | Sí                      |
| Birdo            | No    | No | No            | Sí           | No | Sí  | No | No          | Sí          | Sí                               | No           | Sí                      |
| Bowser           | Sí    | Sí | Sí            | Sí           | Sí | Sí  | Sí | Sí          | Sí          | Sí                               | No           | Sí                      |
| Bowser Jr.       | No    | No | No            | Sí           | No | Sí  | No | No          | Sí          | Sí                               | No           | Sí                      |
| Cataquack        | No    | No | No            | No           | No | No  | No | No          | No          | No                               | No           | Sí                      |
| Captain Toad     | No    | No | No            | No           | No | No  | No | No          | No          | Sí                               | No           | No                      |
| Cat Peach        | No    | No | No            | No           | No | No  | No | Sí          | Sí          | Sí                               | No           | No                      |
| Chargin' Chuck   | No    | No | No            | No           | No | No  | No | No          | No          | Sí                               | No           | Sí                      |
| Cheep Cheep      | No    | No | No            | No           | No | No  | No | No          | No          | No                               | No           | Sí                      |
| Coin Coffer      | No    | No | No            | No           | No | No  | No | No          | No          | No                               | No           | Sí                      |
| Conkdor          | No    | No | No            | No           | No | No  | No | No          | No          | No                               | No           | Sí                      |
| Princesa Daisy   | No    | No | No            | Sí           | Sí | Sí  | Sí | Sí          | Sí          | Sí                               | No           | Sí                      |
| Diddy Kong       | No    | No | No            | Sí           | No | Sí  | No | No          | Sí          | Sí                               | No           | No                      |
| Dixie Kong       | No    | No | No            | No           | No | No  | No | No          | No          | Sí                               | No           | No                      |
| Dofí             | No    | No | No            | No           | No | No  | No | No          | No          | No                               | No           | Sí                      |
| Donkey Kong      | No    | Sí | Sí            | Sí           | Sí | Sí  | Sí | Sí          | Sí          | Sí                               | No           | Sí                      |
| Donkey Kong Jr.  | Sí    | No | No            | No           | No | No  | No | No          | No          | Sí                               | No           | No                      |
| Dry Bones        | No    | No | No            | No           | Sí | Sí  | No | No          | Sí          | Sí                               | No           | Sí                      |
| Dry Bowser       | No    | No | No            | No           | No | Sí  | No | Sí          | Sí          | Sí                               | No           | No                      |
| Fish Bone        | No    | No | No            | No           | No | No  | No | No          | No          | No                               | No           | Sí                      |
| Funky Kong       | No    | No | No            | No           | No | Sí  | No | No          | Sí          | Sí                               | No           | No                      |
| Gold Mario       | No    | No | No            | No           | No | No  | No | No          | Sí          | Sí                               | No           | No                      |
| Goomba           | No    | No | No            | No           | No | No  | No | No          | No          | No                               | No           | Sí                      |
| Hammer Bro       | No    | No | No            | No           | No | No  | No | No          | No          | Sí                               | No           | Sí                      |
| Honey Queen      | No    | No | No            | No           | No | No  | Sí | No          | No          | No                               | No           | No                      |
| Iggy Koopa       | No    | No | No            | No           | No | No  | No | Sí          | Sí          | Sí                               | No           | No                      |
| Inkling          | No    | No | No            | No           | No | No  | No | No          | Sí          | No                               | No           | No                      |
| Kamek            | No    | No | No            | No           | No | No  | No | No          | Sí          | Sí                               | No           | No                      |
| King Bob-omb     | No    | No | No            | No           | No | No  | No | No          | No          | Sí                               | No           | No                      |
| Isabelle         | No    | No | No            | No           | No | No  | No | Sí          | Sí          | No                               | No           | No                      |
| King Boo         | No    | No | No            | Sí           | No | Sí  | No | No          | Sí          | Sí                               | No           | Sí                      |
| Koopa Troopa     | Sí    | No | No            | Sí           | No | Sí  | Sí | Sí          | Sí          | Sí                               | No           | Sí                      |
| Lakitu           | No    | No | No            | No           | No | No  | Sí | Sí          | Sí          | Sí                               | No           | Sí                      |
| Larry Koopa      | No    | No | No            | No           | No | No  | No | Sí          | Sí          | Sí                               | No           | No                      |
| Lemmy Koopa      | No    | No | No            | No           | No | No  | No | Sí          | Sí          | Sí                               | No           | No                      |
| Link             | No    | No | No            | No           | No | No  | No | Sí          | Sí          | No                               | No           | No                      |
| Ludwig von Koopa | No    | No | No            | No           | No | No  | No | Sí          | Sí          | Sí                               | No           | No                      |
| Luigi            | Sí    | Sí | Sí            | Sí           | Sí | Sí  | Sí | Sí          | Sí          | Sí                               | Sí           | Sí                      |
| Mario            | Sí    | Sí | Sí            | Sí           | Sí | Sí  | Sí | Sí          | Sí          | Sí                               | Sí           | Sí                      |
| Metal Mario      | No    | No | No            | No           | No | No  | Sí | Sí          | Sí          | Sí                               | No           | No                      |
| Mii              | No    | No | No            | No           | No | Sí  | Sí | Sí          | Sí          | Sí                               | No           | No                      |
| Monty Mole       | No    | No | No            | No           | No | No  | No | No          | No          | No                               | No           | Sí                      |
| Morton Koopa     | No    | No | No            | No           | No | No  | No | Sí          | Sí          | Sí                               | No           | No                      |
| Nabbit           | No    | No | No            | No           | No | No  | No | No          | No          | Sí                               | No           | Sí                      |
| Para-Biddybud    | No    | No | No            | No           | No | No  | No | No          | No          | No                               | No           | Sí                      |
| Paratroopa       | No    | No | No            | Sí           | No | No  | No | No          | No          | No                               | No           | No                      |
| Pauline          | No    | No | No            | No           | No | No  | No | No          | Sí          | Sí                               | No           | Sí                      |
| Princesa Peach   | Sí    | Sí | Sí            | Sí           | Sí | Sí  | Sí | Sí          | Sí          | Sí                               | Sí           | Sí                      |
| Peachette        | No    | No | No            | No           | No | No  | No | No          | Sí          | Sí                               | No           | No                      |
| Peepa            | No    | No | No            | No           | No | No  | No | No          | No          | No                               | No           | Sí                      |
| Planta Piranya   | No    | No | No            | No           | No | No  | No | No          | No          | No                               | No           | Sí                      |
| Petey Piranha    | No    | No | No            | Sí           | No | No  | No | No          | Sí          | Sí                               | No           | No                      |
| Pianta           | No    | No | No            | No           | No | No  | No | No          | No          | No                               | No           | Sí                      |
| Pingüí           | No    | No | No            | No           | No | No  | No | No          | No          | No                               | No           | Sí                      |
| Pink Gold Peach  | No    | No | No            | No           | No | No  | No | Sí          | Sí          | Sí                               | No           | No                      |
| Pokey            | No    | No | No            | No           | No | No  | No | No          | No          | No                               | No           | Sí                      |
| Poochy           | No    | No | No            | No           | No | No  | No | No          | No          | Sí                               | No           | No                      |
| R.O.B.           | No    | No | No            | No           | Sí | No  | No | No          | No          | No                               | No           | No                      |
| Rocky Wrench     | No    | No | No            | No           | No | No  | No | No          | No          | No                               | No           | Sí                      |
| Rosalina         | No    | No | No            | No           | No | Sí  | Sí | Sí          | Sí          | Sí                               | No           | Sí                      |
| Roy Koopa        | No    | No | No            | No           | No | No  | No | Sí          | Sí          | Sí                               | No           | No                      |
| Shy Guy          | No    | No | No            | No           | Sí | No  | Sí | Sí          | Sí          | Sí                               | No           | Sí                      |
| Sidestepper      | No    | No | No            | No           | No | No  | No | No          | No          | No                               | No           | Sí                      |
| Snowman          | No    | No | No            | No           | No | No  | No | No          | No          | No                               | No           | Sí                      |
| Spike            | No    | No | No            | No           | No | No  | No | No          | No          | No                               | No           | Sí                      |
| Stingby          | No    | No | No            | No           | No | No  | No | No          | No          | No                               | No           | Sí                      |
| Swoop            | No    | No | No            | No           | No | No  | No | No          | No          | No                               | No           | Sí                      |
| Tanooki Mario    | No    | No | No            | No           | No | No  | No | Sí          | Sí          | Sí                               | No           | No                      |
| Toad             | Sí    | Sí | Sí            | Sí           | Sí | Sí  | Sí | Sí          | Sí          | Sí                               | Sí           | Sí                      |
| Toadette         | No    | No | No            | Sí           | No | Sí  | No | Sí          | Sí          | Sí                               | No           | Sí                      |
| Vaca             | No    | No | No            | No           | No | No  | No | No          | No          | No                               | No           | Sí                      |
| Villager         | No    | No | No            | No           | No | No  | No | Sí          | Sí          | No                               | No           | No                      |
| Waluigi          | No    | No | No            | Sí           | Sí | Sí  | No | Sí          | Sí          | Sí                               | No           | Sí                      |
| Wario            | No    | Sí | Sí            | Sí           | Sí | Sí  | Sí | Sí          | Sí          | Sí                               | No           | Sí                      |
| Wendy Koopa      | No    | No | No            | No           | No | No  | No | Sí          | Sí          | Sí                               | No           | No                      |
| Wiggler          | No    | No | No            | No           | No | No  | Sí | No          | Sí          | Sí                               | No           | Sí                      |
| Yoshi            | Sí    | Sí | Sí            | Sí           | Sí | Sí  | Sí | Sí          | Sí          | Sí                               | Sí           | Sí                      |
| Total            | 8     | 8  | 8             | 20           | 13 | 25  | 17 | 30 (+6 DLC) | 42 (+8 DLC) | 265 (comptant variants de color) | 5            | 153 (comptant variants) |

Notes
1. 1 2 3 4 5 6 7 8 9 10 11 12 13 14  Disponible via DLC.
2. 1 2  No directament, apareix com a variant d'en Mario.
3. 1 2 3 4 5 6 7  Membre d'un dels 7 Koopalings, els fills d'en Bowser.
4. ↑  Miis s'han de seleccionar en dos personatges diferents de Wii: Mii Outfit A i Mii Outfit B.
5. ↑  Shy Guy només està disponible com a personatge jugable en curses amb Descarga DS amb un Sol Cartutx.

### Personatges de màquina recreativa
| Personatge     | Sèrie                        | Arcade GP | Arcade GP 2 | Arcade GP DX | Arcade GP VR |
| -------------- | ---------------------------- | --------- | ----------- | ------------ | ------------ |
| Blinky         | Pac-Man                      | Sí        | Sí          | No           | No           |
| Bowser         | Mario                        | Sí        | Sí          | Sí           | No           |
| Bowser Jr.     | Mario                        | No        | No          | Sí           | No           |
| Don            | Taiko no Tatsujin            | No        | No          | Sí           | No           |
| Donkey Kong    | Mario/Donkey Kong            | Sí        | Sí          | Sí           | No           |
| Luigi          | Mario                        | Sí        | Sí          | Sí           | Sí           |
| Mario          | Mario                        | Sí        | Sí          | Sí           | Sí           |
| Mametchi       | Tamagotchi                   | No        | Sí          | No           | No           |
| Metal Mario    | Mario                        | No        | No          | Sí           | No           |
| Pac-Man        | Pac-Man                      | Sí        | Sí          | Sí           | No           |
| Ms. Pac-Man    | Pac-Man                      | Sí        | Sí          | No           | No           |
| Princesa Peach | Mario                        | Sí        | Sí          | Sí           | Sí           |
| Rosalina       | Mario                        | No        | No          | Sí           | No           |
| Toad           | Mario                        | Sí        | Sí          | Sí           | No           |
| Waluigi        | Mario                        | No        | Sí          | Sí           | No           |
| Wario          | Mario (Wario)                | Sí        | Sí          | Sí           | No           |
| Yoshi          | Mario (Yoshi)                | Sí        | Sí          | Sí           | No           |
| Total          | 4 (7 incloent les subsèries) | 11        | 13          | 14           | 4            |

Notes
1. ↑  Disponible via actualització.